# Dino Fiorini
Dino Fiorini (San Giorgio di Piano, 15 luglio 1915 – Monterenzio, 16 settembre 1944) è stato un calciatore italiano, di ruolo difensore.

## Carriera
Cresciuto nelle giovanili del Bologna, debuttò in Serie A l'16 giugno 1933 in Pro Patria-Bologna (3-3) quando non aveva ancora compiuto diciotto anni.
Terzino sinistro al fianco di Eraldo Monzeglio, quando diventò titolare la squadra rossoblù vinse subito due scudetti di fila (1936 e 1937); successivamente fu Campione altre due volte, nel 1939 e nel 1941.
Tutta la sua carriera agonistica fu spesa nel Bologna - dal 1932-1933 al 1942-1943 - undici anni in cui vinse quattro scudetti, la Coppa dell'Europa Centrale 1934 e il Torneo Internazionale dell'Expo Universale di Parigi 1937. Terzino metodista, fece coppia con Monzeglio prima e con Mario Pagotto poi. Nel Bologna giocò complessivamente 187 partite ufficiali: 167 in campionato con 4 reti; 9 in Coppa Italia; 8 nella Coppa dell'Europa Centrale con 2 reti; 3 nel Torneo Internazionale dell'Expo Universale di Parigi 1937.

## La morte in guerra
Finita la stagione sportiva 1942-1943, Dino Fiorini aderì alla Repubblica Sociale Italiana e combatté come Milite scelto nella Guardia Nazionale Repubblicana.
Fu ucciso durante uno scontro con i partigiani nel settembre del 1944 a Monterenzio. Il suo corpo non fu mai ritrovato.

## Palmarès
- Campionato italiano: 4

Bologna: 1935-1936, 1936-1937, 1938-1939, 1940-1941

### Competizioni internazionali
- Coppa dell'Europa Centrale: 1

Bologna:  1934
- Torneo Internazionale dell'Expo Universale di Parigi 1937: 1

Bologna:  1937